# البرج (الخليل)
البرج بلدة فلسطينية تقع على بعد عشرين كم جنوب غرب مدينة الخليل. تقع البلدة في محافظة الخليل، جنوب الضفة الغربية. يوجد في البلدة عيادة رعاية صحية أولية من المستوى الثاني تتبع وزارة الصحة الفلسطينية.

## السكان
يبلغ عدد سكانها 2700 نسمة، وهي قرية تاريخية قديمة، تعد آخر تجمع سكاني في جنوب الضفة الغربية. ووفقاً للجهاز المركزي للإحصاء الفلسطيني، بلغ عدد سكان البلدة 5,778 نسمة عام 2007.

## تاريخها

### العهد العثماني
في عام 1838، أشار إدوارد روبنسون إلى أن موقع البرج كان "مهجورًا أو في حالة خراب"، وكان جزءًا من المنطقة الواقعة بين الجبال وغزة، لكنه كان خاضعًا لحكم الخليل. كما وصف الموقع قائلًا:
"تتكون الأنقاض هنا من بقايا حصن مربع، يبلغ طوله نحو 200 قدم من كل جانب، ويقع مباشرة على سطح تل بارز. على الجانبين الشرقي والجنوبي، تم حفر خندق في الصخر، ويبدو أنه كان يحيط بالحصن بالكامل. معظم الجدران متهدمة، والمظهر العام للأنقاض يوحي بأنها من الطراز السرسني (الإسلامي). أعتقد أنها كانت واحدة من سلسلة الحصون السرسنية أو العثمانية التي شكلت يومًا ما خطًا دفاعيًا على الحدود الجنوبية لفلسطين. وقد حددنا حتى الآن أربعة من هذه الحصون، وهي: كرمل، السموع، الظاهرية، وهذا الحصن في البرج."
وفي عام 1863، أطلق فيكتور غيران على المكان اسم خربة البرج، وسجّل وجود مقامٍ على شكل برج مخصص للشيخ محمود، إلى جانب عدة كهوف، يستخدمها الرعاة كملجأ عندما يأتون لرعي مواشيهم في الجبل. أما في عام 1883، فقد وصف مسح صندوق استكشاف فلسطين (PEF) الموقع، الذي أطلق عليه برج البيارة، بأنه:
"بقايا حصن تبلغ مساحته 200 قدم، مع خندق منحوت في الصخر على الجانبين الشرقي والجنوبي. لم يتبقَ منه سوى الأساسات المبنية بحجارة صغيرة، مع وجود فجوات بين الأحجار تم حشوها بحجارة أصغر. كما تنتشر حوله كهوف محفورة في الصخور."

### فترة الانتداب البريطاني
خلال تعداد عام 1931 الذي أجرته سلطات الانتداب البريطاني، تم إدراج سكان البرج ضمن سكان بلدة دورا.

### العهد الأردني
بعد حرب 1948 واتفاقيات الهدنة لعام 1949، أصبحت قرية البرج تحت الحكم الأردني. وفي 25 فبراير 1953، قُتل خمسة من الرعاة العرب، بينهم فتى يبلغ من العمر 16 عامًا، في ما أصبح يُعرف بـحادثة هار-زيون، حيث تعرضوا لهجوم من قبل القوات الإسرائيلية. وفي عام 1961، بلغ عدد سكان البرج 712 نسمة.
بعد حرب الأيام الستة عام 1967، وقعت قرية البرج تحت الاحتلال الإسرائيلي.

### لاحتلال الإسرائيلي
في عام 1967، خلال حرب الأيام الستة، احتلت إسرائيل الضفة الغربية، بما في ذلك بلدة البرج. ومنذ ذلك الحين، تعاني البلدة من القيود المفروضة على البناء والتوسع العمراني، بالإضافة إلى التحديات الاقتصادية والاجتماعية الناتجة عن الاحتلال.

## الخدمات الصحية
تتوفر في بلدة البرج عيادة رعاية صحية أولية من المستوى الثاني، تتبع لوزارة الصحة الفلسطينية. تقدم العيادة خدمات طبية أساسية للسكان، وتشمل الرعاية الأولية، وخدمات الأمومة والطفولة، والتطعيمات، بالإضافة إلى خدمات الطوارئ البسيطة.

## التعليم
تضم البلدة عددًا من المؤسسات التعليمية، تشمل:
- مدرسة البرج الأساسية المختلطة: تقدم التعليم للمرحلتين الأساسية الدنيا والعليا.
- مدرسة البرج الثانوية للبنين: توفر التعليم للمرحلة الثانوية.
- مدرسة البرج الثانوية للبنات: تقدم التعليم للمرحلة الثانوية.[7]

تُشرف وزارة التربية والتعليم الفلسطينية على هذه المدارس، وتعمل على تطوير المناهج وتوفير الكوادر التعليمية المؤهلة.

## البنية التحتية
تعاني بلدة البرج من بعض التحديات في البنية التحتية، مثل نقص شبكات الصرف الصحي، والحاجة إلى تحسين الطرق الداخلية. ومع ذلك، تبذل المجالس المحلية جهودًا لتحسين الخدمات الأساسية، بالتعاون مع الجهات الحكومية والمنظمات غير الحكومية.

## المعالم الأثرية
تحتوي البلدة على عدد من المواقع الأثرية، أبرزها:
- بقايا الحصن القديم: الذي أشار إليه إدوارد روبنسون في القرن التاسع عشر، ويُعتقد أنه يعود للعهد العثماني.
- مقام الشيخ محمود: وهو معلم ديني محلي يُعتقد أنه يعود لأحد الأولياء الصالحين.

## وصلات خارجية
- صفحة لبلدة البرج في موقع «فلسطين في الذاكرة».
- صورة جوية للبلدة.
- ملف بلدة البرج، معهد الأبحاث التطبيقية - القدس (أريج)